# Minecraft Earth
Minecraft Earth ist ein von Microsoft entwickeltes Augmented-Reality-Spiel, welches 2019 in einer Vorabversion als mobile App für Android und iOS auf Free-to-play-Basis veröffentlicht wurde und auf dem erfolgreichsten Sandbox-Spiel Minecraft mit über 126 Millionen Spielern basiert. Der Betrieb von Minecraft Earth wurde noch vor seiner offiziellen Veröffentlichung am 30. Juni 2021 eingestellt. Am 1. Juli 2021 wurden alle Spielerdaten gelöscht.

## Spielprinzip
Das Spiel basiert auf dem Stil von Minecraft und konzentriert sich ähnlich wie in der Vorlage auf die Aspekte Bauen, Erkunden, Zusammenarbeiten, Sammeln und Herstellen (Crafting). Spieler können mithilfe der Handykamera die Umgebung als Spielfläche nutzen und mit GPS ihren Standort auf der Karte mitteilen (Augmented Reality). Die echte Welt wird also auf das Handybild projiziert und wird mit Elementen des Spiels ergänzt. Gemeinsam mit anderen Spielern kann der Spieler so z. B. virtuelle Blöcke auf der markierten Spielfläche platzieren. Einen weiteren Aspekt des Spiels stellt das Sammeln von Ressourcen durch Bewegen zu diesen auf der Karte (Location-based Game), sowie deren Verarbeitung dar. Bauten können geteilt und besucht werden und es gibt ein Level- und Erfahrungspunktesystem. Physische Landschaften aus der echten Welt wie Wälder und Seen sollen mit in das Spiel einbezogen werden. Die Größe der Blöcke kann auf eine Größe angepasst werden bis zu einer Spielfläche von 32 mal 32 Metern.
Im Adventure-Modus übernimmt der Spieler eine bestimmte Aufgabe, stellt sich Herausforderungen, kämpft gegen Nicht-Spieler-Charakter oder löst Rätsel. Die Abenteuer sollten auch in einem Mehrspieler-Modus erlebt werden können.

## Entwicklung und Veröffentlichung
Bereits während der Electronic Entertainment Expo 2015 stellte Microsoft eine holografische Augmented Reality-Version von Minecraft für die Microsoft HoloLens vor.
Am 8. Mai 2019 wurde ein Teaser-Trailer veröffentlicht, der Szenen über Minecraft Earth zeigte.
Das Spiel wurde erstmals am 17. Mai 2019, an dem 10. Geburtstag von Minecraft, angekündigt und wird als ein Geschenk an die Spieler zum Jubiläum als kostenloses Spiel (Free-to-play) für Android- und iOS-Smartphones erhältlich sein. Auf der Apple Worldwide Developers Conference Anfang Juli 2019 wurde erstes Gameplay-Material gezeigt.
Ab dem 11. Juli 2019 war Minecraft Earth in der Closed-Beta-Phase. Die Beta-Phase wurde von rund 400.000 Spielern wahrgenommen und war in 5 Städten freigeschaltet. Auf der MineCon 2019 wurde bekanntgegeben, dass das Spiel im Oktober 2019 in mehreren Ländern im Early Access veröffentlicht werden soll. Das Veröffentlichungsdatum verschob sich allerdings auf den 21. November. Während der Early-Access-Phase sollte das Spiel regelmäßig durch das Feedback der Spieler verbessert werden. Im Oktober 2019 war Minecraft Earth in Australien, Belgien, Dänemark, Deutschland, Finnland, Frankreich, Irland, Italien, Japan, Luxemburg, Niederlande, Norwegen, Portugal, Spanien und in der Schweiz spielbar. Bis zum Ende des Jahres sollten alle Länder für den Spielezugriff freigeschaltet werden. Am 11. Dezember 2019 wurde das Spiel weltweit veröffentlicht. Nicht verfügbar ist das Spiel in China, Kuba, Iran, Myanmar, Sudan, Irak und den VAE.
Am 5. Januar 2021 kündigte Entwickler Mojang an, dass die Entwicklung des Spiels eingestellt, und die letzte Version veröffentlicht wird. Begründet wurde dies mit der COVID-19-Pandemie. Der Entwickler kündigte außerdem an, dass alle Spielerdaten am 1. Juli 2021 gelöscht werden, und das Spiel damit effektiv nicht mehr spielbar sein wird. Spieler die Geld investiert haben, erhalten eine kostenlose Kopie von Minecraft in der "Bedrock-Edition" und sog. Minecoins, eine Währung die in Minecraft für verschiedene Inhalte ausgegeben werden kann.

## Technik
Das Spiel wurde in C++ entwickelt, und verwendete die auch für Minecraft verwendete Grafik-Engine RenderDragon.
Minecraft Earth verwendete die Kartendaten des OpenStreetMap-Projekts und basierte auf der Microsoft Azure PlayFab-Plattform für Augmented Reality. Android wurde ab Version 8.0 und mit ARCore-Kompatibilität und iOS ab Version 12 und mit ARKit-Kompatibilität unterstützt.

## Rezeption
Bereits vor der Veröffentlichung wurde das Spiel mit dem erfolgreichsten AR-Spiel Pokémon Go sowie einem virtuellen Lego-Kasten verglichen. Minecraft Earth soll auch in weniger urbanisierten Regionen Spaß machen und das Free-to-play-Modell soll sich auf kosmetische Änderungen beschränken und auf Lootboxen verzichten. Im Hardwaretest wurde das IPhone X wärmer und der Akku stark belastet, was für einen hohen Leistungsanspruch der Hardware spricht. Kritisiert werden außerdem die Abweichungen vom Werbetrailer bei der Endverbraucher-Version, die begrenzte Fläche und Räumlichkeit des Handybildschirms, die nicht mit einer AR-Brille wie der HoloLens vergleichbar ist und Ungenauigkeiten beim Tracken der Umgebung und Platzieren von Blöcken. Der Adventure-Modus sei in frühen Tests wenig ausgereift und habe noch Schwächen in der Darstellung der Proportionen und Überschaubarkeit.